# 東方廣場 (北京市)
东方广场（英文：Oriental Plaza）位于中華人民共和國北京市东城区东长安街1号，西起王府井大街、东至东单北大街，占地10万平方米，总建筑面积达80万平方米，是目前亚洲最大的商业建筑群之一。由巴馬丹拿作建築設計。

## 简介
东方广场中包括了8幢写字楼（东方经贸城）、2座豪华公寓（东方豪廷）、1座大型开放式商场（东方新天地）、以及1间豪华五星级酒店（北京东方君悦大酒店）。其建筑风格中融入了北京四合院的概念，由香港建筑师丁广沅及李華武等人设计，知名富豪李嘉诚投资建设，1999年2月11日封顶，1999年9月10日外檐亮相。东方广场的各项服务已于2000－2001年陆续开幕。东方新天地也是在北京购物的据点之一。东方广场可乘地铁王府井站或东单站到达，其中王府井站有一个出入口直接通往东方广场地下。

## 歧異
東方廣場是中國著名的樓盤名字，除了北京，在佛山、深圳等城市，也有仿名的房地產項目。

## 背景

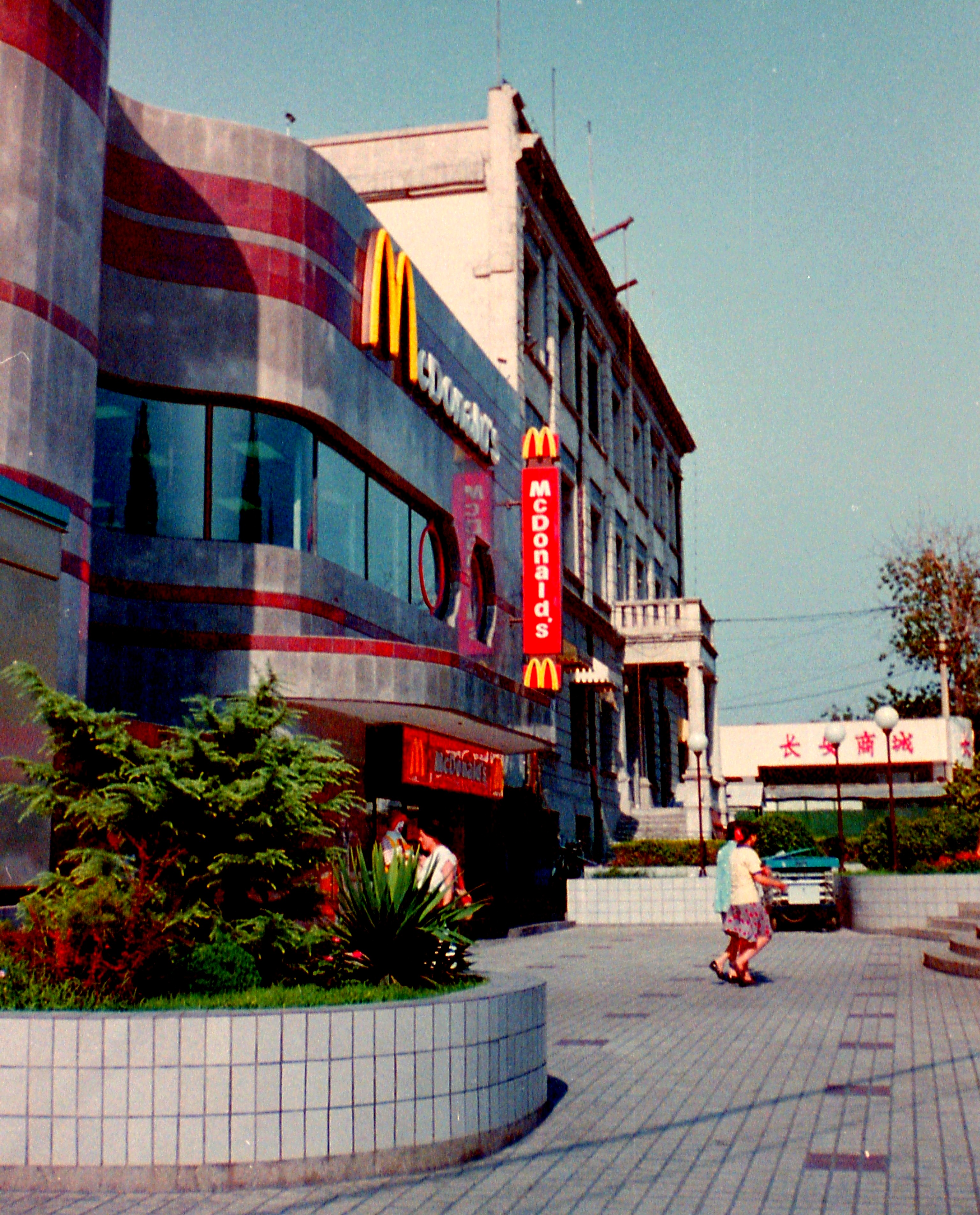
1994年拍摄的第一代王府井麦当劳餐厅

1993年周凯旋和张培薇为董建华下属的东方海外寻找地产投资项目，在东长安街找到儿童电影院，却发现按照政府规划，必须要对周围1万平方米的面积整体开发，周凯旋出乎意料的全面吃下王府井至东单“金街”与“银街”之间的10万平方米的地段，提出了全面开发东方广场规划，用半年时间，迁走了东长安街上20余个国家部级单位、40余个市级单位、100余个区级单位、1800余户居民，然后只用了15分钟时间，说服李嘉诚为此项目投下20亿美金。
麦当劳王府井餐厅是當時世界上最大的麦当劳餐厅，设有700多个座位，于1992年4月23日开业。该餐厅也因东方广场的建设而被拆除。